# Madarassy-Beck Marcell
Báró madarasi Madarassy-Beck Marcell, 1911-ig Beck (Budapest, 1873. február 11. – Mauthauseni koncentrációs tábor, 1945. január 19.) bankár, jogász, országgyűlési képviselő. Nagybátyja Madarassy-Beck Nándor.

## Élete
Madarassy-Beck Miksa (1838–1924) bankár, közgazdász és Netter Malvin (1852–1932) elsőszülött gyermeke. Tanulmányait a Budapesti Tudományegyetemen és Berlinben végezte. 1894-ben jogi doktori végzettséget szerzett, majd 1900-ban ügyvédi vizsgát tett. 1897-től a Magyar Leszámítoló és Pénzváltó Bankban vállalt állást, ahol 47 éven át dolgozott. Nevéhez fűződik a jelzálogosztály megszervezése, amelynek első vezetőjeként tevékenykedett. Az új osztályra azért volt szükség, mert a bank kizárólagos joggal bírt a fővárosi közraktárak üzemeltetésében, és a beraktározott áruk fedezetével záloghitelezést folytatott. 1901-ben a Szabadelvű Párt jelöltjeként a naszódi kerületben országgyűlési képviselőnek választották. 1903 januárjában összeférhetetlenség miatt lemondott mandátumáról.
1903-ban tagja lett a bank igazgatóságának, majd 1914-ben kinevezték a pénzintézet vezérigazgatójává. A Magyar Leszámítoló és Pénzváltó Bank 1912-ben a Rothschild családdal szoros pénzügyi kapcsolatot épített ki, konzorciumi tag lett. Fontos szerepet töltött be a 20. század elejétől a Bank pénzintézeti és vállalati érdekeltségi körének a kiépítésében. Az érdekeltségbe tartoztak élelmiszeripari, malomipari, gabonakereskedelmi, papíripari és könnyűipari cégek.
1924-től 1944. március 19-ig, a német megszállásig a Magyar Leszámítoló és Pénzváltó Bank elnökeként dolgozott. A Magyar Nemzeti Bankban évtizedeken keresztül főtanácsos, az ország pénzügyi, gazdasági élete irányításának tevékeny részese volt. Tagja volt a Pesti Lloyd Társulat igazgatóságának.
1944-ben a Gestapo elhurcolta. Előbb a Kistarcsai Központi Internálótáborba, majd a mauthauseni koncentrációs táborba került, ahol a következő év január 19-én életét vesztette.

## Családja
Házastársa Weiss Jolán (1882–1935) volt, Weiss Berthold gyáriparos és Blau Hermina lánya, akit 1903. március 7-én Budapesten, a Terézvárosban vett nőül.
Gyermeke
- madarasi Madarassy-Beck Mária Karolina Ilona, Marietta (1904–?). Férje Tóthvárady-Asbóth András (1900–?) huszárfőhadnagy.